# Górny Gród
Górny Gród (dawn. Gurynowszczyzna, Gurzynów Bród) – wieś w Polsce położona w województwie podlaskim, w powiecie hajnowskim, w gminie Dubicze Cerkiewne.
Nazwą historyczną wsi jest nazwa Hurynow Hrud. Nazwa pochodzi od ukraińskiego imienia Huryn oraz określenia „hrud” oznaczającego wyżej położone, suchsze miejsce wśród podmokłego terenu.
Prawosławni mieszkańcy wsi należą do parafii Podwyższenia Krzyża Pańskiego w Werstoku, a wierni kościoła rzymskokatolickiego do parafii św. Zygmunta w Kleszczelach.
W latach 1975–1998 miejscowość administracyjnie należała do województwa białostockiego.
Wieś w 2011 roku zamieszkiwało 20 osób